# Уэле (река, впадает в море Лаптевых)
Уэле (устар. Юёлэ, у Х. Лаптева — Олем) — река в России, протекает по территории Анабарского улуса Якутии. Длина реки 313 километров, площадь водосборного бассейна равна 19200 км².
Начинается на открытой местности к югу от озера Собака-Лах. От истока течёт на северо-восток по частично заболоченной местности, около озера Улахан-Кюёль поворачивает на северо-запад. Ниже устья Хатыгын-Уэлете входит в область, обильную озёрами. Низовья заболочены. Впадает в Анабарскую губу моря Лаптевых, образуя эстуарий шириной 2200 метров. Скорость течения воды в приустьевой части — 0,1 м/с.
В реке обитает краснокнижная популяция нельмы.

## Притоки
Объекты перечислены по порядку от устья к истоку.
- 9,8 км: Илья[11] (пр)
- 13 км: Сомохтох-Сяне[9]
- 36 км: Кумах-Юрях[9] (лв)
- 41 км: Хая-Диелях[9] (пр)
- 50 км: Салга[9] (пр)
- 57 км: Онгкучах-Юрях[9] (пр)
- 68 км: Нангналах[9] (лв)
- 75 км: Куоча[9] (лв)
- 80 км: Куччугуй-Юрях[9] (лв)
- 83 км: Аппыт-Сяне[9] (лв)
- 113 км: Тистях-Юрюе[9] (лв)
- 130 км: Угунуохтах-Юрях[9] (пр)
- 133 км: Сасыл-Юрэх[8] (пр)
- 147 км: Кангалас-Уэле[8] (лв)
- 152 км: Даркылах[8] (пр)
- 157 км: Бёрёлёх-Аян[8] (лв)
- 162 км: Хангас-Андамы[8] (пр)
- 177 км: Баян[8] (пр)
- 195 км: Бёрёлёёх-Аян[8] (лв)
- 200 км: Бёрёлёёх-Юрюе[8] (пр)
- 210 км: Мойбогор-Юрюе[8] (пр)
- 212 км: Крайняя[8] (пр)
- 227 км: Хатыгын-Уэлете[6] (лв)
- 251 км: Сандалас-Сяне[7] (лв)
- 252 км: Самай-Сяне[7] (пр)
- 272 км: Улахан-Кюёль-Сяне[7] (пр)

## Данные водного реестра
По данным государственного водного реестра России относится к Ленскому бассейновому округу, водохозяйственный участок реки — реки бассейна моря Лаптевых (включая р. Анабар) от восточной границы бассейна р. Тикян-Юрях на западе до границы бассейна р. Оленек на востоке. Речной бассейн реки — Анабар.
Код объекта в государственном водном реестре — 18010000112117600044757.